# Ґарет Брукс
Ґарет Брукс (англ. Gareth Brooks, 28 лютого 1979) — новозеландський хокеїст на траві.
Учасник Олімпійських Ігор 2004, 2008 років.